# Trachusoides simplex
Trachusoides simplex är en biart som beskrevs av michener, Griswold och > 1994. Trachusoides simplex ingår i släktet Trachusoides och familjen buksamlarbin. Inga underarter finns listade i Catalogue of Life.